# 甲田雅人
甲田 雅人（こうだ まさと）は、日本の作曲家、編曲家。山梨県出身。

## 概要
国立音楽大学を卒業後、カプコンに入社。同社を2003年に退社後、フリーランスを経てデザインウェーブ株式会社に所属している。
主にゲームミュージックや映像作品の劇伴を手がけており、カプコンが製作したゲーム「モンスターハンター」のテーマ曲として作曲した「英雄の証」は代表的な楽曲として知られている。
水田直志が中心のロックバンドTHE STAR ONIONSではシンセサイザーを演奏していた。

## 作品

### ゲーム
- サイバーボッツ（一部の曲）
- ダンジョンズ&ドラゴンズ シャドーオーバーミスタラ（全曲）
- ロックマン2・ザ・パワーファイターズ（ストーンマン、ダイブマン、ファラオマン等）
- ヴァンパイア セイヴァー The Lord of Vampire（岩井隆之と共作）
- クイズなないろDREAMS 虹色町の奇跡（めぐみ、サキ等）
- MARVEL VS. CAPCOM CLASH OF SUPER HEROES（竹原裕子と共作）
- マジカルテトリスチャレンジ featuring ミッキー（全曲）
- スタートリングアドベンチャーズ 空想3×大冒険（全曲）
- デビルメイクライシリーズ
  - デビルメイクライ（上田雅美と共作）
  - デビルメイクライ2（柴田徹也と共作）
- モンスターハンターシリーズ
  - モンスターハンター（柴田徹也、高野充彦、Momora、浜口史郎（編曲）と共作）
  - モンスターハンター G
  - モンスターハンター ポータブル（小見山優子、成田暁彦と共作）
  - モンスターハンター 2（ドス）（岡田信弥、小見山優子、成田暁彦、百石元、佐孝康夫（編曲）と共作)
  - モンスターハンター ポータブル 2nd（小見山優子、成田暁彦と共作）
  - モンスターハンター フロンティア オンライン（小見山優子、成田暁彦、深澤秀行と共作）
  - モンスターハンターNow
- ワイルドアームズシリーズ
  - ワイルドアームズ ザ フォースデトネイター（なるけみちこ・清水信之・鈴木隆太と共作）
  - ワイルドアームズ ザ フィフスヴァンガード（上松範康と共作）
  - ワイルドアームズ クロスファイア（同上）
- サルゲッチュ3（ミニゲーム「メサルギアソリッド」に使用されたメタルギアソリッドメインテーマ編曲）
- 四季庭（青木佳乃と共作）
- 少年鬼忍伝ツムジ（全曲）
- エルシャダイ（長谷川憲人、澤口和彦（編曲）、浜口史郎（編曲）と共同）
- 聖闘士星矢Online
- CONCEPTIONシリーズ
  - CONCEPTION 俺の子供を産んでくれ!（全曲）
  - CONCEPTIONII 七星の導きとマズルの悪夢
- The Wonderful 101 （一部の楽曲）
- 大乱闘スマッシュブラザーズシリーズ
  - 大乱闘スマッシュブラザーズX（一部の曲を編曲）
  - 大乱闘スマッシュブラザーズ for Nintendo 3DS / Wii U（一部の曲を編曲）
  - 大乱闘スマッシュブラザーズ SPECIAL（一部の曲を編曲）
- ファイアーエムブレムif（一部の楽曲）
- PROJECT X ZONE 2：BRAVE NEW WORLD（一部の楽曲）
- マジシャンズデッド（下村陽子と共作）
- Hey! ピクミン（長谷川憲人と共作）
- ソードアート・オンライン フェイタル・バレット（一部の楽曲）
- 僕のヒーローアカデミア One's Justice（一部の楽曲）
- 帰ってきた魔界村
- Pikmin Bloom

### テレビ番組
- NHKスペシャル 列島誕生 ジオ・ジャパン（7月23日・30日、全2回）
- BSプレミアム ジオ・ジャパン 絶景列島を行く（全４集）

### テレビアニメ
- 蒼き鋼のアルペジオ -アルス・ノヴァ-[1]
- 魔法戦争[2]
- 純潔のマリア
- この素晴らしい世界に祝福を!シリーズ
  - この素晴らしい世界に祝福を!
  - この素晴らしい世界に祝福を!2
  - この素晴らしい世界に爆焔を!
  - この素晴らしい世界に祝福を!3
- チェインクロニクル 〜ヘクセイタスの閃〜
- ナイツ&マジック
- あそびあそばせ
- CONCEPTION
- ラディアン
- ドメスティックな彼女[3]
- 戦闘員、派遣します!
- とんでもスキルで異世界放浪メシ（うたたね歌菜、栗コーダーカルテットと共作）[4]
- 婚約破棄された令嬢を拾った俺が、イケナイことを教え込む[5]
- 追放者食堂へようこそ!

### 映画
- 劇場版 蒼き鋼のアルペジオ -アルス・ノヴァ- DC
- 劇場版 蒼き鋼のアルペジオ -アルス・ノヴァ- Cadenza
- 映画 この素晴らしい世界に祝福を!紅伝説

### 音楽CD
- 騎士竜戦隊リュウソウジャー：オープニングテーマ「騎士竜戦隊リュウソウジャー」作詩：マイクスギヤマ / 作曲：園田健太郎 / 編曲：甲田雅人 / 歌：幡野智宏
- 岡本信彦：5thミニアルバム『Braverthday』収録「冒険者」
- ダクネス（CV.茅野愛衣）：『この素晴らしい世界に祝福を!2』キャラクターソングアルバム「十八番尽くしの歌宴に祝杯を！」収録「連れ去って・閉じ込めて・好きにして」
- モンスターハンター10周年 コンピレーション・アルバム【セルフカバー】
- デビル メイ クライ　HR/HM アレンジ
- 東山奈央：「風空花人」アニメ『チェインクロニクル～ヘクセイタスの閃～』挿入歌
- フライングドッグ ： ナノ 1st シングル「Now or Never」 CW 曲「Destiny 〜12回目の奇跡〜」
- フライングドッグ ： ナノ 3rdシングル SAVIOR OF SONG (feat. MY FIRST STORY) 蒼き鋼のアルペジオver. CW 曲「Silver Sky」
- フライングドッグ ： ナノ 4thシングル Born to be 魔法戦争ver. CW 曲「NEW WORLD」
- スクウェア・エニックス ： ピアノコレクションズ ニーア ゲシュタルト & レプリカント
- DOG EAR RECORDS ： ピアコンII / ピアコンズ
- THE STAR ONIONS ： FINAL FANTASY XI -Music from the Other Side of Vana'diel
- THE STAR ONIONS ： Sanctuary
- VAGRANCY ： Istoria～Musa～

### その他
- 井土徹也入場曲